# It’s Raining Again
It’s Raining Again ist ein Lied der britischen Pop-/Rockband Supertramp. Es wurde von Roger Hodgson komponiert und getextet und 1982 als Schallplatten-Single ihres Albums “…famous last words…” ausgekoppelt.
Alle Stimmen auf der Original-Aufnahme des Liedes stammen von Roger Hodgson. In Live-Versionen wurde er auf der “…famous last words…”-Tour von John Helliwell und Scott Page in den tieferen Stimmen unterstützt.
Die Rückseite der Single enthält den von Rick Davies komponierten und getexteten Song „Bonnie“ (5:37 Min.).

## Andere Verwendung des Stückes
Das Stück wird innerhalb der Fox Networks NASCAR Fernsehberichterstattung in den USA immer gespielt, wenn durch Regen das Rennen unterbrochen werden muss.

## Musiker
- Roger Hodgson – Klavier, Gesang
- Dougie Thomson – Bassgitarre
- Bob Siebenberg – Schlagzeug
- Rick Davies – Synthesizer
- John Helliwell – Saxophon